# 11 Pułk Bersalierów
11 Pułk Bersalierów (wł. 11° Reggimento Bersaglieri) – włoski pułk lekkiej piechoty zmotoryzowanej, zwanej we Włoszech "Bersaglieri".
11 Pułk Bersalierów został założony 16 września 1883. Stacjonuje w miejscowości Orcenico Superiore w regionie Friuli-Wenecja Julijska.